# Resolutie 2308 Veiligheidsraad Verenigde Naties
Resolutie 2308 van de Veiligheidsraad van de Verenigde Naties werd unaniem aangenomen door de VN-Veiligheidsraad op 14 september 2016. De resolutie verlengde het mandaat van de VN-vredesmacht in Liberia tot eind 2016.

## Achtergrond
Na de hoogdagen onder het decennialange bestuur van William Tubman, die in 1971 overleed, greep Samuel Doe de macht. Zijn dictatoriale regime ontwrichtte de economie en er ontstonden rebellengroepen tegen zijn bewind, waaronder die van de latere president Charles Taylor. In 1989 leidde de situatie tot een burgeroorlog waarin de president vermoord werd. De oorlog bleef nog doorgaan tot 1996. Bij de verkiezingen in 1997 werd Charles Taylor verkozen en in 1999 ontstond opnieuw een burgeroorlog toen hem vijandige rebellengroepen delen van het land overnamen. Pas in 2003 kwam er een staakt-het-vuren en werden VN-troepen gestuurd. Taylor ging in ballingschap en de regering van zijn opvolger werd al snel vervangen door een overgangsregering. In 2005 volgden opnieuw verkiezingen en werd Ellen Johnson Sirleaf de nieuwe president. In 2011 werd ze herkozen voor een tweede ambtstermijn.

## Inhoud
In juni 2016 was de verantwoordelijkheid voor de veiligheid van Liberia overgedragen van de VN-vredesmacht UNMIL op de Liberiaanse veiligheidsdiensten. Men was tevreden over de inspanningen van de Liberiaanse veiligheidsdiensten op dit vlak. Wel werden vragen gesteld over de ordehandhaving en de inspanningen met betrekking tot nationale verzoening. De lidstaten werden gevraagd de Liberiaanse overheid hierbij meer hulp te bieden. Daarnaast dreigden conflicten over Liberia's natuurlijke rijkdommen en grondbezit te ontstaan, en bleef corruptie een probleem voor de stabiliteit van het land en de werking van de overheid.
Het mandaat van de VN-vredesmacht werd verlengd tot 31 december 2016. De sterkte bleef hetzelfde. Voorafgaand aan de overdracht was de missie al afgebouwd van in totaal 15 000 man tot 1240 militairen en 606 agenten, en ze had nu een ondersteunende rol. Eind augustus 2016 was een VN-missie naar Liberia gegaan voor een strategische evaluatie. Tegen het einde van het jaar zou die aanbevelingen formuleren betreffende de toekomst van UNMIL, waarop de Veiligheidsraad kon beslissen of de vredesoperatie kon worden beëindigd.
Lijst ·  2260 ·  2261 ·  2262 ·  2263 ·  2264 ·  2265 ·  2266 ·  2267 ·  2268 ·  2269 ·  2270 ·  2271 ·  2272 ·  2273 ·  2274 ·  2275 ·  2276 ·  2277 ·  2278 ·  2279 ·  2280 ·  2281 ·  2282 ·  2283 ·  2284 ·  2285 ·  2286 ·  2287 ·  2288 ·  2289 ·  2290 ·  2291 ·  2292 ·  2293 ·  2294 ·  2295 ·  2296 ·  2297 ·  2298 ·  2299 ·  2300 ·  2301 ·  2302 ·  2303 ·  2304 ·  2305 ·  2306 ·  2307 ·  2308 ·  2309 ·  2310 ·  2311 ·  2312 ·  2313 ·  2314 ·  2315 ·  2316 ·  2317 ·  2318 ·  2319 ·  2320 ·  2321 ·  2322 ·  2323 ·  2324 ·  2325 ·  2326 ·  2327 ·  2328 ·  2329 ·  2330 ·  2331 ·  2332 ·  2333 ·  2334 ·  2335 ·  2336